# Walkenried
Walkenried este o comună din landul Saxonia Inferioară, Germania.

## Monumente
- Mănăstirea Walkenried (sec. al XII-lea), monument înscris în anul 2010 pe lista UNESCO a patrimoniului mondial

1. ↑  Alle politisch selbständigen Gemeinden mit ausgewählten Merkmalen am 31.12.2018 (4. Quartal) (în germană), Statistisches Bundesamt[*], arhivat din original la 10 martie 2019, accesat în 10 martie 2019